# Mastigias andersoni
Mastigias andersoni is een schijfkwal uit de familie Mastigiidae. De kwal komt uit het geslacht Mastigias. Mastigias andersoni werd in 1926 voor het eerst wetenschappelijk beschreven door Stiasny. 